# 松下浩二
松下 浩二（まつした こうじ、1967年8月28日 - ）は、日本の元卓球選手、Tリーグアンバサダー。愛知県豊橋市出身。カット主戦型。グランプリ大阪所属。ITTF世界ランキング最高位は17位。段級位は6段。双子の弟の松下雄二も卓球選手。妻は同じく卓球選手の武田明子。また甥に松下大星（松下雄二の実子）がいる。
現役引退後は卓球用品総合メーカー「VICTAS」の社長やTリーグチェアマン（理事長）等を歴任。

## 略歴

### 小学生から大学生
小学3年生のときに、双子の弟の松下雄二とともに卓球を始める。全国中学校卓球大会では2年生と3年生の時にシングルスで決勝に進出するも、同い年でその後ダブルスのパートナーかつライバルとなる渋谷浩に敗れる。桜丘高等学校に進学し、インターハイでは2年生と3年生の時にシングルスの決勝に進むものの、再び2年連続で渋谷に敗れた。その後、明治大学文学部に進学して渋谷とチームメイトとなり、ダブルスのペアを組むようになる。1987年の世界選手権ニューデリー大会で世界選手権初出場を果たし、同年の全日本選手権男子ダブルスで初優勝。1989年にはスウェーデンリーグ1部のファルケンベリに1シーズン所属してプレーした。この時の経験が、後にプロ選手となることに影響を与えたと本人は語っている。

### 日本初のプロ卓球選手
その後、協和発酵に入社し、1992年バルセロナオリンピックに出場。1993年の1月に日産自動車へ移籍、同年4月に日本卓球界初のレジスタード・プロプレーヤーとなった（後にレジスタード・プロ制度は廃止され、プロ選手とアマチュア選手の区別は撤廃されている）。プロ選手となった直後の世界選手権イエテボリ大会の代表には選出されなかったが、その年の全日本選手権男子シングルスで初優勝を果たした。1995年にはグランプリへ移籍し、全日本選手権男子シングルスで二度目の優勝を飾る。1996年アトランタオリンピックでは、男子シングルスでベスト16、男子ダブルスでベスト8の成績を残した。

### ブンデスリーガへ参戦
1997年には、世界選手権マンチェスター大会の男子ダブルスにおいて渋谷とのペアで3位に入賞し、日本勢として世界選手権の個人戦で14年ぶりにメダルを獲得。また、国内での所属をミキハウスに変えるとともに、ドイツ・ブンデスリーガ2部のプリューダーハオゼンに移籍し、日本人選手として初めてブンデスリーガでプレーした。2部リーグで35勝3敗の成績を挙げ、翌シーズンからは1部リーグのボルシア・デュッセルドルフに移籍、1999・2000年シーズンではヨーロッパチャンピオンズリーグで優勝を果たす。2000年の世界選手権クアラルンプール大会男子団体では9勝1敗の成績で3位入賞の立役者となった。このとき、予選リーグのドイツ戦で当時19歳のティモ・ボルをゲームオールの激戦の末に下したゲームを、後にベストゲームとして松下自身が挙げている。2000年シドニーオリンピックでは男子シングルスでベスト16に入った。
2000/2001年シーズンにはフランスリーグのセスタスへ移籍し、フランスリーグでプレーした初めての日本人選手となる。その後、国内へ活動の拠点を移し、2001年と2002年の全日本選手権男子シングルスで連続優勝を達成、2004年アテネオリンピックで4度目のオリンピック出場を果たした。2005年4月からは再びグランプリに所属している。2007年4月には早稲田大学大学院スポーツ科学研究科修士課程に入学し、11月からはフランスリーグ1部のメスでもプレーした。

### チームマツシタ
選手生活と並行して、2001年7月に株式会社チームマツシタを設立。選手のマネジメントや大会の運営などの活動も行っている。

### 引退
2009年（平成21年）1月の全日本選手権を最後に現役を引退した。2010年1月、自ら志願し卓球用品総合メーカー「VICTAS」の社長に就任した。
2012年11月、プロ野球球団の北海道日本ハムファイターズがドラフト1位指名した大谷翔平（花巻東高）と入団交渉した際、提示した資料「夢への道しるべ～日本スポーツにおける若年期海外進出の考察～」に、資料作成協力者として、日本ハム球団ホームページ内の資料に名前が記載されている。
2017年、2018年より発足を目指す新リーグ「Tリーグ」の専務理事に就任。2018年7月1日からは、Tリーグの理事長(チェアマン)に就任。
2020年7月8日、Tリーグの理事長(チェアマン)を退任し、アンバサダーに就任。

## プレイスタイル
やや深めのグリップで安定したラケット角度を作りやすい握り方で、特徴的なのは親指が立ち気味になっている点（サムアップ）と、腕を伸ばしたときにラケットの先端がやや上を向くこと。親指を立てることで安定した角度のバックカットをする。従来のカット主戦型は、カットで粘り、相手のミスをひたすら誘うタイプが多かった。しかし、松下はカットでチャンスを窺いながら、隙あらば攻撃を仕掛けていた。中学時代のときは「カットマンなのに攻撃ばかりしてせこい」という野次をあびたことがあったと本人もインタビューで語っている。カット主戦型は戦術上あまり弾まないラケットを使うが、日ごろのトレーニングとフルスイングによって、攻撃の際は威力のあるスマッシュ、ドライブを連打するスタイルであった。攻撃だけでなく、武器であるカットも非常に回転が重く、元全日本監督の前原正浩によれば「相手は鉄アレイを持ち上げながらスイングするようなもの」と解説している。サーブはバックサーブがメインで、短いトスのサーブとミドルトス（頭を少し越える程度のトス）のサーブを使い分ける。また、勝負をかけるときにはフォアサーブに切り替える。長期に渡って活躍してきた事により培ってきた経験、その豊富な経験を活かした巧みな戦術も持ち味で、これらは40歳を過ぎても健在であった。

## 主な戦績
1987年
- 全日本卓球選手権大会 男子ダブルス 優勝（渋谷浩ペア）

1989年
- 全日本卓球選手権大会 男子ダブルス 優勝（渋谷浩ペア）

1990年
- 全日本卓球選手権大会 男子ダブルス 優勝（渋谷浩ペア）

1992年
- 全日本卓球選手権大会 男子ダブルス 優勝（渋谷浩ペア）

1993年
- 全日本卓球選手権大会 男子シングルス 優勝

1995年
- 全日本卓球選手権大会 男子シングルス 優勝、男子ダブルス 優勝（渋谷浩ペア）

1996年
- 第1回ジャパントップ12卓球大会 男子シングルス 準優勝

1997年
- ITTFプロツアー・カタールオープン 男子ダブルス 優勝
- 世界卓球選手権（マンチェスター大会）男子ダブルス 3位
- 第2回ジャパントップ12卓球大会 男子シングルス 準優勝

1998年
- 第3回ジャパントップ12卓球大会 男子シングルス 準優勝

1999年
- 平成11年度全日本卓球選手権大会 男子ダブルス 優勝（渋谷浩ペア）

2000年
- 世界卓球選手権（クアラルンプール大会）男子団体 3位

2001年
- 平成13年度全日本卓球選手権大会 男子シングルス 優勝、男子ダブルス 優勝（渋谷浩ペア）
- 第35回全日本社会人卓球選手権 男子シングルス 優勝

2002年
- 平成14年度全日本卓球選手権大会 男子シングルス 優勝

2006年
- 第11回ジャパントップ12卓球大会 男子シングルス 準優勝

## テレビ番組
- ディープピープル 中国に勝つ卓球（2011年4月18日、NHK）[7]
- テレビスポーツ教室「卓球① ～一生使える基本打法！～」（2012年5月6日、NHK Eテレ）[8]
- テレビスポーツ教室「卓球② ～めざせ！最強カットマン」（2012年7月15日、NHK Eテレ）[9]
- ぼくらはマンガで強くなった 2.74メートルの大宇宙“ピンポン”（2017年1月13日、NHK BS 1）[10]
- スポーツLIVE High FIVE!! Tリーグって何!?…卓球新時代へ（2018年8月5日、CBCテレビ）[11]
- 卓球ジャパン!「レジェンドシリーズ 第1弾」（2020年6月20日、BSテレ東）[12]
- 卓球ジャパン!「日本卓球の歴史を学ぼう！」（2021年5月29日、BSテレ東）[13]